# Salut les toons
Salut les toons est un bloc de programmation diffusé sur TF1 du 3 septembre 1996 au 2 septembre 2000. Elle était animée par des souris en images de synthèse nommées Bob et Scott. Zoé s'ajoutera à la présentation en 1997.
Succédant à l'émission À tout Spip coproduite par TF1 et Dupuis Audiovisuel, Salut les toons a permis à TF1 de renouveler les programmes jeunesses en se recentrant sur les dessins animés européens.

## Historique
La première émission de Salut les toons est diffusée le mardi 3 septembre 1996 en remplacement de À tout Spip.
L'habillage de l'émission mettant en scène les souris Bob et Scott est réalisée en images de synthèse par le studio Sparx.
Lorsque TF! Jeunesse est lancée le lundi 1er septembre 1997, Salut les toons s'intègre dans la nouvelle émission jeunesse de TF1 et les programmes abordent le logo de la petite chaîne dans la chaîne. Pour la présentation, Bob et Scott sont rejoints par Zoé.

## Diffusion
L'émission était diffusée du lundi au vendredi de 7 h 10 à 8 h 30. À partir de 6 septembre 1997, l'émission récupère la case du samedi tôt-matin en remplacement du Club Dorothée.

## Programmes diffusées
Les dessins animés, bien qu'ils soient diffusés dans Salut les toons, arborent le logo de TF! à partir de 1997.

### Dessins animés
- Alfred J. Kwak (1997)
- Anatole (1999-2001)
- Bambou et Compagnie (1996-2000)
- Beethoven (1997-2000)
- Pingu
- Bob Scott et potes (personnages de "Salut les toons")
- Caliméro et ses amis (1996-2000)
- Cococinel (1996-1999)
- Cocotte Minute (Chicken Minute)
- Dink le petit dinosaure (1996-2000)
- Dino Juniors (1997-2000)
- Docteur Globule (1996-2000)
- Dog Tracer (1996-1998)
- Franklin (1999-2001)
- Jonny Quest (1997)
- Kangoo (1996-1999)
- La Brigade des Rêves (1996-1998)
- La Légende de Croc-Blanc (1997-1998)
- Les Aventures de Carlos (1997-2000)
- Les Aventures de Sonic (1997)
- Les Enquêtes de Geleuil et Lebon (1999)
- Les Nouvelles Aventures d'Oliver Twist (1997-2000)
- Les Petites Sorcières (1999-2001)
- Oakie Doke (1997-1999)
- Pif et Hercule (1996-2000)
- Pinocchio (1997-1998)
- Spider-Man, l'homme-araignée (1996-2000)
- Spirou (1998-2000)
- Street Sharks : Les Requins de la ville (1996)
- Tabaluga (1998-2001)

## Audiences
Salut les toons réalise 51% de parts de marché sur les téléspectateurs de 4 à 10 ans.